# Летучий корабль (мультфильм)
«Летучий корабль» — советский музыкальный рисованный мультфильм, снятый режиссёром Гарри Бардиным в 1979 году по мотивам одноимённой русской народной сказки.

## Сюжет
Царевну Забаву царь-отец хочет насильно выдать замуж за своего богатого боярина Полкана. Но Забава не хочет выходить замуж за Полкана, потому что он уродливый, злой и меркантильный. Она не любит его, а он тоже её не любит. Полкану нужны только личные связи царя для наращивания своего богатства и статус наследника престола.
В Забаву влюбляется простой трубочист Ваня. Любовь оказывается взаимной. Забава спрашивает Ваню, как он её вызволит. Он предлагает построить летучий корабль. Забава говорит царю, что выйдет замуж только за того, кто построит летучий корабль. Царь спрашивает у Полкана, построит ли он его, на что тот отвечает, что купит.
Герои по очереди поют о своей мечте, из чего понятно, что у царя и Полкана мечты диаметрально отличаются от того, о чём мечтает Забава, а вот у главного героя и его возлюбленной мечты совпадают. Иван знакомится с Водяным, который поёт о своей безрадостной жизни. Последний помогает Ване построить летучий корабль, дав инструменты. Они оказались волшебными, потому что сами всё сделают, если суметь удержать их.
Секрет полётов Ваня узнаёт от 13 сестёр Водяного, Бабок-Ёжек, проследив за тем, как они взлетают, говоря: «Земля, прощай!», а чуть поднявшись, говорят: «В добрый путь!» и летят дальше.
Полкан пытается незаконно завладеть кораблём. Ваня, в доказательство, что это его корабль, начинает произносить заклинание, но успевает сказать только половину — «Земля, прощай!». Подчинённые Полкану стражники связывают Ивана и бросают в воду, но его спасает Водяной.
Полкан говорит царю, что летучий корабль построил он, и теперь Забава будет его женой. Царь вторит, что корабль принадлежит ему, поднимается по лестнице на судно, но, произнеся известную ему первую половину заклинания, зависает в воздухе и не может ни лететь, ни спуститься на землю. Забава наотрез отказывается открывать дверь Полкану.
Последний по просьбе царя спасти его предлагает обмен — царю лестницу, а Полкану корону. Царь неохотно, но соглашается на это, и Полкан забирает себе корону. Он заявляет Забаве, что он теперь царь, а уговор дороже денег, но Забава всё равно не открывает. Иван попадает по трубе в светлицу, Забава ему говорит, что он опоздал, так как Полкан уже построил корабль. Но Ваня успокаивает Забаву, признавшись, что на самом деле это он построил корабль, и они вместе сбегают через окно.
Полкан подслушивает их разговор и ломает двери, но врезается в растущую в кадке берёзу, стоявшей напротив входа в светлицу — это ненадолго его останавливает. В это время Иван и Забава уже сбежали. Через трубу влюблённые покидают дворец, в трубе остался сарафан Забавы, и зритель понимает, что на самом деле забава очень стройная . Ваня и Забава забираются по лестнице, которую Полкан забыл убрать, на корабль. Полкан успел залезть на лестницу, но Иван говорит: «В добрый путь!»
Корабль улетает, а Полкан не успевает залезть и падает с огромной высоты, и неизвестно, погиб Полкан, или выжил, сбежал или остался царём . Иван и Забава улетают на корабле в неизвестном направлении.

## Над фильмом работали
- Автор сценария: Алексей Симуков
- Режиссёр: Гарри Бардин
- Художник-постановщик: Светлана Гвиниашвили
- Композитор: Максим Дунаевский
- Текст песен: Юрий Энтин
- Звукооператор: Борис Фильчиков
- Оператор: Кабул Расулов
- Художники-мультипликаторы: Виктор Шевков, Виталий Бобров, Виктор Лихачёв, Эльвира Маслова, Ольга Орлова, Галина Зеброва, Алексей Букин, Александр Мазаев, Владимир Арбеков
- Роли озвучивали:
  - Татьяна Шабельникова — царевна Забава[3]
  - Михаил Боярский — Ваня[3]
  - Гарри Бардин — царь
  - Рогволд Суховерко (речь), Марк Айзикович (вокал)[источник не указан 412 дней]— Полкан[3]
  - Анатолий Папанов — Водяной
- Ассистенты: Татьяна[источник не указан 412 дней] Галкина, Светлана Скребнева, Людмила Крутовская
- Художник: Дмитрий Анпилов
- Монтажёр: Маргарита Михеева
- Редактор: Елена Никиткина
- Директор картины: Любовь Бутырина

## Песни

Водяной поёт песню

В мультфильме звучат песни Юрия Энтина на музыку Максима Дунаевского в исполнении известных артистов:
- «Песня Забавы» (исполняет Татьяна Шабельникова)
- «Песня Вани-трубочиста» (исполняет Михаил Боярский)
- «Песня о мечте» (исполняют Татьяна Шабельникова, Гарри Бардин, Марк Айзикович и Михаил Боярский[4])
- «Песня Водяного» (исполняет Анатолий Папанов)
- «Частушки Бабок-Ёжек» (исполняет женская группа Московского камерного хора[5])
- «Дуэт Вани и Забавы» (исполняют Михаил Боярский и Татьяна Шабельникова)

В работе над песнями из мультфильма Максиму Дунаевскому помогал ансамбль «Фестиваль», специально приглашённый им для записи музыки к спектаклям и фильмам.
Слова к песне Водяного Юрий Энтин, по его словам, написал, сидя в ванной, в течение 10 минут. Песня быстро стала популярной.
Позже, для издания в книжном формате, Юрий Энтин переложил сюжеты этого и нескольких других мультфильмов («Волк и семеро козлят на новый лад», «Голубой щенок») в новую форму, получившую название «Сказки с песнями». Песни там оставлены без изменений, но к ним добавлено стихотворное повествование от лица автора.

## Ремейк
21 марта 2024 года вышел ремейк мультфильма (реж. Илья Учитель).